# Canal Esteban
Pour les articles homonymes, voir Esteban.
Le canal Esteban est un bras de mer de Patagonie chilienne formant la limite Est de l'archipel de Hanovre, situé en région de Magallanes et de l'Antarctique chilien, dans le sud du Chili. 
Ce canal patagonien sépare les îles Hanovre, Presidente Gabriel Gonzalez Videla et Soffia (ceb) à l'Ouest, des îles Dos Canales (ceb) et Esperanza à l'Est.

## Géographie

### Situation
Orienté nord-sud sur 25 milles, le canal Esteban est un canal patagonien parallèle au tronçon central du canal Sarmiento dont il est séparé par l'île Esperanza et l'Île Dos Canales. Ses coordonnées nord, au débouché dans le canal Sarmiento entre les pointes Elisa et Laura, sont 50° 51′ 46″ S, 74° 21′ 44″ O ; ses coordonnées sud, à son débouché latéral dans la passe Sharpes, sont 51° 17′ S, 74° 16′ O.